# Dandolova kronika
Dandolova kronika (lat. Annales, Chronicon, Chronica extensa, Andreae Danduli Ducis Venetiarum Chronica per extensum descripta: aa 46-1280 d.C.), mletačka srednjovjekovna kronika ili ljetopis koju je u 14. stoljeću napisao mletački dužd i ljetopisac Andrija Dandolo († 1354.). Sadržaj kronike pokriva razdoblje od osnutka Venecije do 1280. godine, a iako je sastavljena korištenjem starijih kronika te izvora iz mletačkog arhiva, predstavlja vrlo subjektivan prikaz mletačke povijesti pa se koristi s oprezom kao povijesni izvor.
Zanimljiva je za hrvatsku povijest srednjeg vijeka, jer sadrži informacije o Slavenima na istočnoj obali Jadrana, njihovim sklavinijama i ponešto o njihovim vladarima. Tako primjerice, Dandolo započinje opis povijesti Hrvata s pokrštavanjem u vrijeme slavenskih apostola, sv. Ćirila i Metoda u vrijeme Svetopolja, kralja Dalmacije, prema vjerovanju, potomka Ostroila i gotskog kralja Totile, koji je s narodom primio kršćansku vjeru i okrunio se na polju Dalme. Tom prilikom je razdijelio kraljevstvo Dalmacije kojemu se na istoku nalazila Makedonija, na zapadu Istra, Jadransko more i liburnski otoci na jugu, a Panonija na sjeveru, na tri dijela. Od polja Dalme do Istre nalazila se Bijela Hrvatska, od spomenutog polja Dalme do grada Drača smjestila se Crvena Hrvatska te od rijeke Drine do Makedonije Raška i zapadno od rijeke Drine Bosna. Prema Dandolovu izvoru, svaka od tih provincija imala je svog namjesnika, a nadbiskupska središta nalazila su se u Saloni i Diokleji, kako je bilo od davnine. Za 9. stoljeće opisuje sukob Hrvata i Neretljana protiv Mletačke Republike koji je trajao do Domagojeve smrti, 876. godine, nakon čega su Hrvati bili obnovili mir s Venecijom, dok su Neretljani nastavili sukob. Također, spominje kako je hrvatski knez Zdeslav, Trpimirov potomak, potpomognut bizantskom carskom posadom preuzeo vlast nad Hrvatskom otjeravši Domagojeve sinove u progonstvo, ali ga je nedugo potom, 879. godine, ubio velikaš Branimir i preuzeo vlast. Za kraj 10. st. Dandolo spominje smrt hrvatskog kneza Trpimira, nakon kojeg su se sukobili njegovi sinovi, Muncimir i Suronja. Muncimir je nakon brojnih sukoba nadvladao i preuzeo vlast. Spominje se i sukob Muncimira s dalmatinskim komunama te njihov poziv Veneciji da im pritekne u pomoć i zaštiti ih od Hrvata i Neretljana. Za početak 11. stoljeća opisuje kako je zbačeni hrvatski kralj Svetoslav Suronja dao svoga sina Stjepana za taoca mletačkom duždu Petru II. Orseolu koji ga je zaručio za svoju kćer Hicelu. Nadalje, spominje hrvatskog kralja Petra Krešimira IV. te navodi da je ugarski kralj Koloman poslao vojsku u Dalmaciju i dao ubiti kralja Petra.